# マイカード
マイカードとは、セガが自社ゲーム機のSG-1000/SC-3000両シリーズ、及びセガ・マークIII/マスターシステムのソフトウェア供給媒体として使用したICカード型ROM。
マイカードの製造は数社によって行われ、アスター・インターナショナルと凸版印刷が主な供給元となっていた。

## 概要
それまで使用されていたROMカートリッジは大きさが嵩張り、流通上負荷が生じていた。そのためセガは日本市場でのSG-1000IIの発売と合わせ、1984年よりソフト外箱のサイズを大幅に縮小させ流通面での負荷低減を図ったものの、元のROMカートリッジサイズ以下にはならないため限界があった。またユーザー側から見ても大きなサイズのROMカートリッジは、収納面での負荷となると考えられ、セガは名刺サイズのICカード型ROMの採用に至る。
当初、セガは積極的にカード化を推進し、今後に発売する全てのゲームソフトをカード化する意向だった。しかし、時代の流れはゲームソフトの大容量化に向かっており、当時、最高で32KB(マークIII専用ソフトは最高64KB)までしか搭載出来なかったマイカードに対し、ROMカートリッジでは大容量化が比較的簡単かつ安価に実現出来た。そのため、セガは再びROMカートリッジ路線へ回帰し、マイカード発売開始の1年後である1986年7月に日本にて、それまでのサイズの4倍である1Mbit（128KB）搭載の大容量ROMカートリッジゴールドカートリッジを発売した。
ソフトの大容量化の流れに対応出来なかったマイカードは、その後徐々に姿を消していき、日本では1987年3月15日に発売されたウッディポップを最後に販売を終了した。

## 仕様
容量
最大32KB
サイズ
厚さ約2mm
ピン
36ピン（上部17ピン 下部19ピン）

## バリエーション
マイカード
SG-1000シリーズ（SG-1000及びSG-1000II）、SC-3000シリーズ（SC-3000とSC-3000H）、ツクダオリジナルのオセロマルチビジョンシリーズ、パイオニアのSD-G5で使用可能なICカードROMソフト。SG-1000シリーズの上位互換機であるセガ・マークIIIおよび国内版マスターシステムでも使用可能。
マイカードマークIII
日本で発売されたセガ・マークIII専用のICカードROMソフト。国内版マスターシステムやメガアダプタでも使用可能。
Sega Card
海外版マスターシステム専用のICカードROMソフト。Power Base Converter（海外版のメガアダプタ）でも使用可能。
EPマイカード
マスクROMをEP-ROMにしてソフトウェアを書き換え可能としたマイカード。試験販売されたのみで殆ど流通していない。

## マイカード

### 日本での動き
セガ・マークIIIが発売される前の、1985年7月に日本で販売開始された。
初のカード対応ソフトはドラゴン・ワンとズーム909の2本で、両ソフトの初期出荷版には別売のカードキャッチャと呼ばれる変換アダプタが無料で同梱されていた。当初の対応機種はSG-1000シリーズ（SG-1000及びSG-1000II）とSC-3000シリーズ（SC-3000とSC-3000H）そして両シリーズの互換機（ツクダオリジナルのオセロマルチビジョンシリーズ・パイオニアのSD-G5）。全てマイカード発売前に登場した機種なのでカードスロットは付いておらず、マイカードを使用するには必ずカードキャッチャをROMカートリッジスロットへ挿入して使用する必要があった。
当初、セガは全てのROMカセットをICカード化する予定であり、マイカード発売開始時にセガソフトの型番（G-10xx）の最後の番号がG-1045だったため、最初のマイカードソフトである「ドラゴン・ワン」は"C-46"、「ズーム909」は"C-47"と型番の番号が継承された。セガの型番 "C"はICカードソフトの意であるまた、人気ROMカセットのソフトの再発売はマイカードで行われた。例えば、チャンピオンゴルフ（G-1005）はマイカードで再発売され、マイカード版型番は C-05である。なお、ROMカセット路線へ回帰後に登場したザ・キャッスルの型番は、そのルールを無視してG-1046の型番が振られた。
1985年10月に後継機のセガ・マークIII発売後は、マイカードは当初の対応機種であるSG-1000/SC-3000両シリーズおよびその互換機と、SG-1000/SC-3000シリーズの上位互換機であるセガ・マークIIIで使用出来るソフトを表す名称となった。当時、セガがそれまでに発売した全てのゲーム機で使用出来たため、マイカードは「セガ全機種用ソフト」「セガ全機種用マイカード」とも呼称された。
なお、マイカード後に登場したセガ・マークIIIと、その互換機であるマスターシステムは、マイカードスロットを標準装備していたため、カードキャッチャを用いなくともマイカードをそのまま使用可能である。また、ROMカセットとマイカードは単にピン配列が異なるのみで互換性があるため、セガ・マークIII/マスターシステムのROMスロットにカードキャッチャを挿入し、マイカードソフトを刺しても正常動作する。
一方、メガドライブにセガ・マークIIIソフトを使用するためのアダプタであるメガアダプタを接続した状態の場合には、SG-1000/SC-3000シリーズとの互換性は無いため、マイカードソフトを使用する事は出来ない。
日本国内でのマイカード発売タイトルは以下の通り。
- ドラゴン・ワン
- ズーム909
- チョップリフター
- ピットフォールII
- どきどきペンギンランド
- ドロール
- チャックンポップ
- バンクパニック
- ロックンボルト
- エレベーターアクション
- 倉庫番
- チャンピオンシップロードランナー
- ヒーロー
- チャンピオンアイスホッケー
- ハングオンII
- ボンジャック
- ガルケーブ
- シーソー
- 忍者プリンセス
- スーパータンク
- チャンピオン剣道
- ワンダーボーイ
- チャンピオンビリヤード
- ザ・ブラックオニキス
- チャンピオンゴルフ（カートリッジ版の再発）
- モナコGP（カートリッジ版の再発）
- ジッピーレース（カートリッジ版の再発）
- チャンピオンボクシング（カートリッジ版の再発）
- スターフォース（カートリッジ版の再発）

### ニュージーランドでの動き
ニュージーランドでは、SG-1000/SC-3000の通常ソフト同様Grandstand Leisure Limited社によってカードキャッチャおよびマイカードの販売がされていた。
発売タイトルは以下の通り。
- SEGA Galaga
- Zippy Race
- Lode Runner
- Hustle Chumy
- Zaxxon
- GP World
- Hyper Sports
- Dragon Wang
- Zoom 909
- Choplifter
- Pitfall2
- Penguin Land
- Drol
- Chack'n Pop
- Bank Panic
- Rock'n Bolt
- Elevator Action
- Sokoban
- Championship Lode Runner
- Ice Hockey
- Hangon II
- BombJack
- C-SO!
- Ninja Princess
- Wonderboy

## マイカード マークIII
日本では、マイカードソフトの中で特にセガ・マークIII専用ソフトの物はマイカード マークIIIと呼ばれ、1985年10月のセガ・マークIII発売と同時に登場した。当初は専用ソフトは全てマイカード マークIIIで発売された。しかし、1986年のゴールドカートリッジ登場と同時に次第に姿を消していき、翌1987年には姿を消した。マイカード マークIIIは、セガ・マークIII、その互換機であるマスターシステム、そしてメガアダプタを接続したメガドライブで使用可能。セガ・マークIII以前のセガハード（SG-1000/SC-3000両シリーズ）とその互換機では使用出来ない。
日本以外では、マイカード マークIIIは「Sega Card」という名称で発売された。米国では1986年のマスターシステム（米国版マークIII）発売と同時に販売開始するなど、各国版共にマスターシステム発売と同時に展開された。日本版以外のマスターシステムでも日本版同様にカードスロットが標準装備なので、カードキャッチャを使用せず、そのままSega Card（マイカード）が使用可能である。後に発売された廉価版のマスターシステムである「マスターシステムII」ではカードスロットが省略されたため使用出来ない。
日本国内でのマイカード マークIII発売タイトルは以下の通り。
- テディーボーイ・ブルース
- ハングオン
- アストロフラッシュ
- グレートサッカー
- グレートベースボール
- サテライト7
- 不思議のお城ピットポット
- F-16 ファイティングファルコン
- 青春スキャンダル
- コミカル・マシンガンジョー
- ゴーストハウス
- スパイvsスパイ
- グレートテニス
- ウッディポップ

## EPマイカード
マイカードが登場した1985年に日本で発売予定のアナウンスがされたEPROM（UV-EPROM）を使用した書き換え可能なマイカードである。EPマイカードのEPとはEPROMの略である。日本では雑誌広告の掲載やチラシの配布等も行われ、発売前のロケーションテストとして、東京・二子玉川の玉川髙島屋にて、EPマイカードの販売及び書き換えが試験的に行われていた。結局、問屋・販売店の協力が得られず発売中止になった。
販売予定価格はEPマイカード本体が5000円、書き換えは1800円。ロケーションテストが行われた玉川高島屋でも予定価格と同額で、下記の予定タイトルの全てが書き換え可能だった。EPマイカードは日本で試験販売が行われただけであり、日本以外の国では発売予定すらなかった。
販売店にEPROMの書換え機を設置し、ユーザーは有料で他のゲームに書き換える事が出来るシステムを計画していた。類似のシステムとして、のちに登場するファミリーコンピュータ ディスクシステムが存在する。
EPマイカードの裏側は通常と違い銀色のステッカーが貼られており、これをはがして書き換えを実施する。
EPマイカード本体に初期書き込み済みタイトルとしてはスタージャッカーとドラゴン・ワンの2種、書き換えタイトルは以下が予定されていた。
- スタージャッカー
- ボーダーライン
- サファリハンティング
- セガフリッパー
- パッカー
- サファリレース
- シンドバッドミステリー
- どきどきペンギンランド
- ドラゴン・ワン
- ガルケーブ（当初は書き換え専用タイトルだった）
- テディーボーイブルース（マークIII専用）
- グレートベースボール（マークIII専用）
- グレートサッカー（マークIII専用）
- アストロフラッシュ（マークIII専用）

## 対応機種一覧
○=使用可/●=条件付き使用可/×=使用不可
| 機種名                                                        | マイカード | マイカードマークIII | SegaCard （日本以外向けのマイカードマークIII） | EPマイカード | 備考 |
| ------------------------------------------------------------- | ---------- | ------------------- | ---------------------------------------------- | ------------ | --- |
| SG-1000 （セガ・エンタープライゼス）                          | ●          | ×                   | ×                                              | ●            | 使用にはカードキャッチャが必要。 EPマイカードは全機種用ソフトのみ使用可。 各国版は相互完全互換が有るが、当該国で発売された物以外はメーカー未保証。                                                              |
| SG-1000II （セガ・エンタープライゼス）                        | ●          | ×                   | ×                                              | ●            | 使用にはカードキャッチャが必要。 EPマイカードは全機種用ソフトのみ使用可。 各国版は相互完全互換が有るが、当該国で発売された物以外はメーカー未保証。                                                              |
| SC-3000 （セガ・エンタープライゼス）                          | ●          | ×                   | ×                                              | ●            | 使用にはカードキャッチャが必要。 EPマイカードは全機種用ソフトのみ使用可。 各国版は相互完全互換が有るが、当該国で発売された物以外はメーカー未保証。                                                              |
| SC-3000H （セガ・エンタープライゼス）                         | ●          | ×                   | ×                                              | ●            | 使用にはカードキャッチャが必要。 EPマイカードは全機種用ソフトのみ使用可。 各国版は相互完全互換が有るが、当該国で発売された物以外はメーカー未保証。                                                              |
| オセロマルチビジョン（FG-1000） （ツクダオリジナル）          | ●          | ×                   | ×                                              | ●            | 使用にはカードキャッチャが必要。 EPマイカードは全機種用ソフトのみ使用可。 日本でのみ発売された。 |
| オセロマルチビジョン FG-2000 （ツクダオリジナル）             | ●          | ×                   | ×                                              | ●            | 使用にはカードキャッチャが必要。 EPマイカードは全機種用ソフトのみ使用可。 日本でのみ発売された。 |
| SD-G5 （パイオニア）                                          | ●          | ×                   | ×                                              | ●            | 使用にはカードキャッチャが必要。 EPマイカードは全機種用ソフトのみ使用可。 日本でのみ発売された。 |
| セガ・マークIII （セガ・エンタープライゼス）                  | ●          | ○                   | ●                                              | ●            | SegaCardは公式には非対応でメーカー未保証。 マイカードは使用可能だが、若干色が変化する（EPマイカードの全機種用も同じ）。詳しくはセガマークIII#使用可能ソフトを参照のこと。                                       |
| マスターシステム（日本版） （セガ・エンタープライゼス）       | ●          | ○                   | ●                                              | ●            | SegaCardは公式には非対応でメーカー未保証。 マイカードは使用可能だが、若干色が変化する（EPマイカードの全機種用も同じ）。詳しくはセガマークIII#使用可能ソフトを参照のこと。                                       |
| マスターシステム（米国版） （セガ オブ アメリカ）             | ●          | ●                   | ○                                              | ●            | 日本版のソフトは公式には非対応でメーカー未保証。 |
| マスターシステム（欧州版/ブラジル版） （バージン他）          | ●          | ●                   | ○                                              | ●            | 日本版のソフトは公式には非対応でメーカー未保証。 |
| メガアダプタ （セガ・エンタープライゼス）                     | ×          | ○                   | ●                                              | ●            | マイカード使用不可。SegaCardは公式には非対応でメーカー未保証。 メガアダプタが使用出来れば他のメガドライブ互換機でも同様。                                                                                       |
| レトロフリーク用ギアコンバーター （サイバーガジェット）       | ×          | ○                   | ●                                              | ●            | メガアダプタと同等の互換機能を持つ。 |
| レトロフリーク用GEAR CONVERTER for SMS （サイバーガジェット） | ×          | ○                   | ●                                              | ●            | 海外用カートリッジに対応させた以外はレトロフリーク用ギアコンバーターと互換機能は同等。。 |
| パワーベースコンバータ （セガ オブ アメリカ）                 | ×          | ●                   | ○                                              | ●            | 米国版メガアダプタ（米国版メガドライブであるジェネシスで使用可能）。 SegaCardには勿論対応。日本のマイカードマークIIIは公式には非対応でメーカー未保証。 日本のメガアダプタ同様マイカード（全機種用）は使用不可。 |
| マスターシステムコンバータ2                                   | ×          | ×                   | ×                                              | ×            | 欧州版メガアダプタ。カードスロットが削除されておりマイカードやSegaCardには非対応。 |

## その他
当時、マイカード及びマイカードマークIIIソフトの説明書についている応募券を4枚集めてセガに送ると、マイカードを6枚まで収納できるマイカードホルダー（非売品）を全員プレゼントで貰うことができた。